# Crash Bandicoot (videójáték)
A Crash Bandicoot az azonos nevű széria legelső része, amit a Naughty Dog készített 1996-ban. Főhőse Crash Bandicoot, aki a köztudattal ellentétben nem róka, hanem erszényes rágcsáló, név szerint egy bandikut. Dr. Neo Cortex kastélyában raboskodik. Cortex intelligenciát ad a szigeten élő állatoknak, hogy segítségükkel uralma alá hajtsa a Világot.

## Történet
|  | Alább a cselekmény részletei következnek! |

Valahol egy kicsi ausztráliai szigetcsoportban a gonosz tudós, Dr. Neo Cortex, erszényeseket ejt foglyul, hogy létre hozzon egy sereg szuper állatot. Szándékában áll bezárni mindazokat, akik nevettek az ötletein. Megkérte Dr. Nitrus Brio segítségét, aki létrehozta az első teljesen funkcionális Evolvo-Rayt. Ez egy gép, ami az állatoknak intelligenciát és emberekhez hasonló tulajdonságokat ad. A gépezet használata után az utolsó lépésként az állatot a Cortex Vortex-be teszik melyet maga Cortex készített. Cortex először erszényeseket próbál meg átállítani az ő oldalára. Ezek között van Crash, egy keleti Barred Bandicoot, akit serege vezetőjének szeretne. Az Evolvo-Ray teljesen jól működött Crashen, de a Cortex Vortex visszautasította kedves természete miatt.
Mielőtt elfogták őket és elvitték a kastélyba Crash megismerkedett egy nőstény bandikuttal akit Tawnának hívtak, s akit Cortex elrabolt. Crash megfogadta, hogy bármi áron, de visszaszerzi szerelmét még akkor is, ha magával a gonosszal kell szembenéznie. Crash immár egy tengeren sodródik tudatlanul míg nem egy szigethez ér melynek neve N. Sanity Island. A szigetet és az egész szigetcsoportot Aku Aku az egykori ördögűzőszelleme védi. Mikor Aku megtudja, hogy Crash itt van, hogy megállítsa Cortexet Aku úgy dönt, hogy segít neki.
|  | Itt a vége a cselekmény részletezésének! |

## Főellenfelek
- Papu Papu
- Ripper Roo
- Koala Kong
- Pistripe Potoroo
- Nirtus Brio
- Neo Cortex

## Szereplők
- Crash Bandicoot – A játék mindenkori főhőse
- Tawna Bandicoot: Crash szerelme. őt kell kiszabadítani.
- Aku Aku – Crash segítője, a mágikus fából faragott maszk
- Papu Papu – Az első ellenség. Egy kövér bennszülött aki a szigeten élő törzs főnöke. (Ugorj a fejére!)
- Ripper Roo – A második ellenség. Ez a kék kenguru tiszta dilis képes a rombolásra, ha akarja, Cortex első mutánsa. (Ugorj az óriás TNT-re, hogy Roo mellett robbanjon!)
- Koala Kong – A harmadik ellenség. Cortex mutáns koalája aki egy valóságos vasgyúró, de észt elfelejtettek belerakni. (Üsd vissza a követ, amit Kong feléd dob!)
- Pinstripe Potoroo – A negyedik ellenség. Cortex sikeresen elkészített mutánsai közé tartozik, egy géppuskás kutya (vagy patkány) aki egyben egy gengszter is. Cortex küldte hogy ölje meg Crasht. (Pörögj bele, amikor a fegyvere beragad!)
- Dr. Nitrus Brio – Az ötödik ellenség. Cortex jobb keze, egy igazi vegyszer keverő őrült tudós. (Ugorj el a vegyszeres üvegei elől, és a masszáira ugorj rá, majd mikor szörnnyé változik a kőről ugorj a fejére!)
- Dr. Neo Cortex – A hatodik ellenség. Az ördögi doktor aki állatokat alakít mutánssá. Crash ellenfele. (Pörgesd vissza a zöld lézergömböt Cortexnek, így megsebezheted!)

## Játékmenet
Ez egy szimpla 3D-platform játék. Crash Bandicootnak ebben a részben csak két képessége van: ugrás és pörgés. Ezekkel tudja elintézni ellenfeleit. Crash tud Wumpát gyűjteni, ha 100 összegyűl akkor a játékos kap egy extra életet. (Maximum 99 extra életet gyűjthet össze.)

### Dobozok
A játék során dobozokat lehet találni a pályán. Crash a dobozok felbontásával szerezhet Wumpákat, Maszkot és életeket. A következő fajta dobozok léteznek:
- sima doboz: ez csak Wumpát tartalmaz.
- csíkos doboz: ha ezen ugrál a játékos, akkor kap 10 Wumpát.
- Crash doboz: életet tartalmaz.
- ? doboz: ebben lehet Wumpa, élet és a bónuszpályákra vivő fejecske.
- nyíl doboz: segítségével magasra tud ugran. Egy Wumpát tartalmaz.
- vas nyíl doboz: ez is magasra tud ugrasztani de nem lehet széttörni.
- vas doboz: ezt nem lehet kibontani.
- ! doboz: ez is vasból van, de egyszer ki lehet pörgetni.(felszabadíthat plusz dobozokat.)
- TNT: ha a játékos belepörög felrobban, ám ha ráugrik, akkor csak 3 másodperc múlva robban.

- Aku Aku doboz: ebben található a bűvös maszk, ami megvédi a támadásoktól, hármat kell összegyűjteni, amitől Crash szuperbandikuttá változik.
- Checkpoint doboz: semmit sem ad viszont ha életet vesztünk innen folytathatjuk.

### Színes drágakövek megszerzése
- Kék: a Toxic waste nevű pályán lehet megszerezni.
- Narancssárga: a Generator room nevű pályán lehet megszerezni.
- Piros: a Slippery climb nevű pályán lehet megszerezni.
- Rózsaszín: a Lights out nevű pályán lehet megszerezni.
- Sárga: a The lab nevű pályán lehet megszerezni.
- Zöld: a The lost city nevű pályán lehet megszerezni.

### Pályacímek magyar fordításai
- N. Sanity beach – N. Sanity tengerpart
- Jungle rollers – Dzsungelhengerek
- The great gate – A nagy kapu
- Boulders – Vándorkövek
- Upstream – Vízfolyáson felfelé
- Rolling stones – Gördülő kövek
- Hog wild – Disznóvadon
- Native fortress – Bennszülött erőd
- Up the creek – Felemelkedik a patak
- The lost city – Az elveszett város
- Temple ruins – Templom romok
- Road to nowhere – Országútig sehová
- Boulder dash – Vándorkő féktelenség
- Whole hog – Teljes disznó
- Sunset vista – Naplemente látkép
- Heavy machinery -Nehéz Gépezet
- Cortex power – Cortex – áram
- Generator room – Generátor tér
- Toxic waste – Mérgező hulladék
- The nigh road – A sötét út
- Slippery climb – Csúszós mászás
- Lights out – Fények le
- Fumbling in the dark – Motoszkálás a sötétben
- Jaws of darkness – Tátongó nyílásos sötétség
- Castle machinery – Várgépezet
- The lab – A labor
- The great hall – A nagy terem
- Stormy ascent – Viharos megmászás(Prototipus pálya)

## Kizárólag a játék demójában megtalálható pálya
- Stormy ascent